# قائمة مؤلفات ابن حجر الهيتمي
برع الإمام ابن حجر الهيتمي (909-973هـ) في علوم كثيرة منها: التفسير والحديث والعقيدة والفقه وأصوله والفرائض والحساب والنحو والصرف والمعاني والبيان والمنطق والتصوف، واشتهرت مصنفاته بين الأئمة والعلماء وطلبة العلم.

## في الفقه

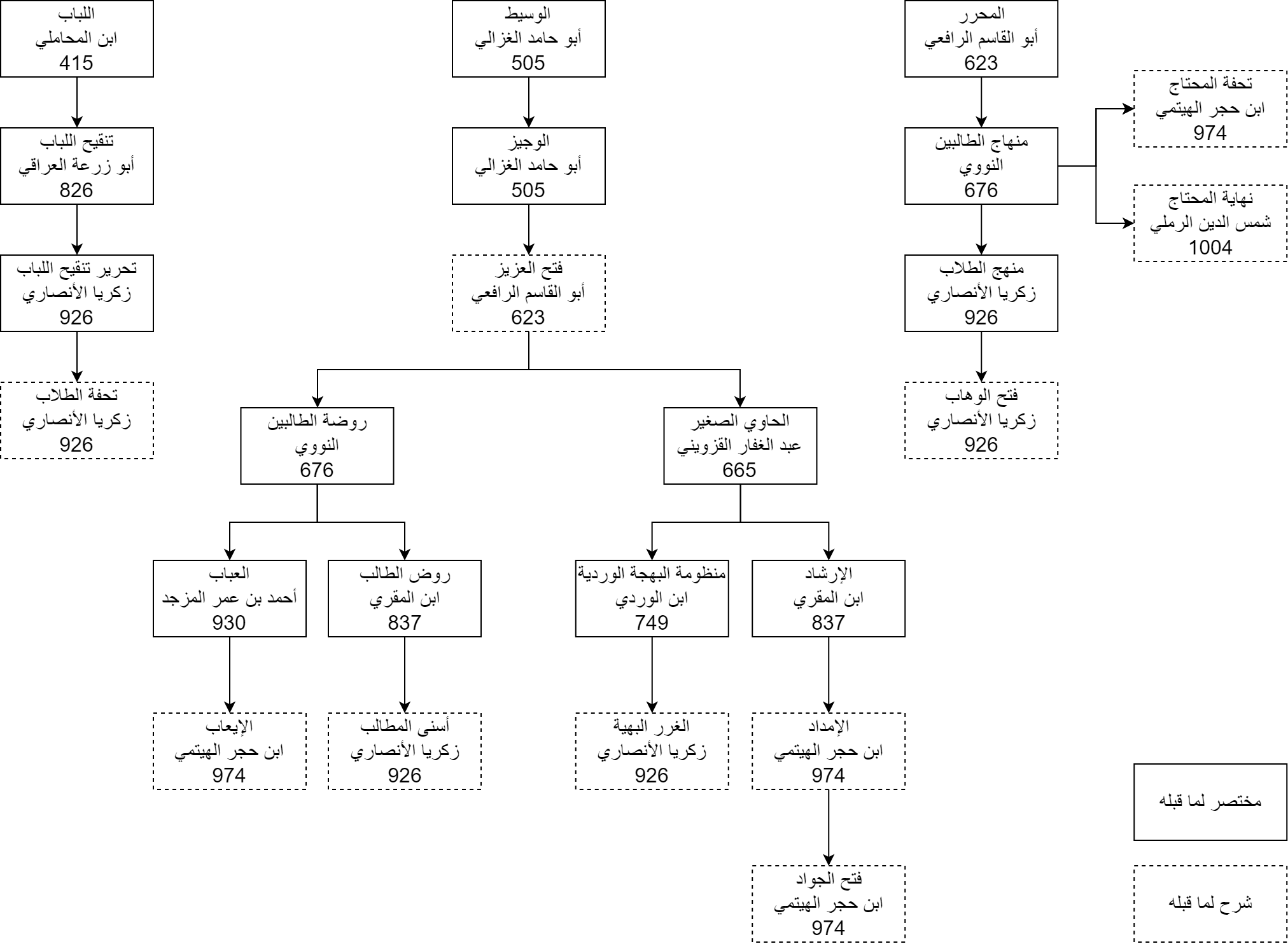
شجرة بأهم كتب الشافعية مع اسم المؤلف وسنة وفاته، وتظهر فيها بعض كتب ابن حجر الهيتمي

1. إتحاف أهل الإسلام بخصوصيات الصيام.
2. إتحاف أهل الفطنة والرياضة بحل مشكلات أحكام الحيض والنفاس والاستحاضة.
3. الإتحاف ببيان أحكام إجارة الأوقاف.
4. إتحاف ذوي الغنى والإنافة إلى ما جاء في الصدقة والضيافة.
5. أجوبة أسئلة الإمام عثمان.
6. الأجوبة الحسنة عن الأسئلة اليمنة.
7. أحكام الحمّام.
8. أحكام الإمامة.
9. الأدلة المرضية على بطلان الدور في المسألة السريجية.
10. أسئلة فقهية أجاب عنها ابن حجر.
11. إصابة الأغراض في سقوط الخيار بالإعراض.
12. الإعلام في قواطع الإسلام.
13. الإفادة لما جاء في المرض والعيادة.
14. الإمداد بشرح الإرشاد - شرح الإرشاد - الشرح الكبير على الإرشاد.
15. الانتباه لتحقيق غويص مسائل الإكراه - مسائل الإكراه الحسي والشرعي في الطلاق.
16. إيضاح الأحكام لما يأخذه العمال والحكام.
17. الإيضاح والبيان لما جاء في ليلتي الرغائب والنصف من شعبان.
18. الإيعاب شرح العُباب.
19. تجريد الخادم.
20. تحذير الثقات من استعمال الكفتة والقات.
21. تحرير الكلام في القيام عند ذكر مولد سيد الأنام صلّى الله عليه وسلّم.
22. تحرير المقال في آداب وأحكام وفوائد يحتاج إليها مؤدبو الأطفال.
23. تحفة الزوار إلى قبر النبي المختار.
24. تحفة المحتاج بشرح المنهاج.
25. التحقيق لما يشمله لفظ العتيق.
26. تعقب على كتاب الإمام عبد الله باقشير الحضرمي في مسائل الحيض والنفاس.
27. تلخيص الإحرا في حكم الطلاق بالإبرا - إيضاح المقرر من أحكام المحرر.
28. تنبيه الأخيار عن معضلات وقعت في كتاب الوظائف وأذكار الأذكار.
29. تنبيه الغبي إلى السلسبيل الروي في وجوب تحية أهل البيت النبوي.
30. تنوير البصائر والعيون بإيضاح حكم بيع ساعة من قرار العيون.
31. جواب في الانتصار لاعتماد ترجيح الشيخين والإعراض عما سواه.
32. الجوهر المنظم في زيارة القبر المكرم.
33. حاشية الإيضاح - منح الفتاح بكشف حقائق الإيضاح.
34. حاشية التحفة - طرفة الفقير بتحفة القدير.
35. حاشية العباب - كشف النقاب عن مخبآت العباب.
36. حاشية فتح الجواد.
37. حاشية المنهاج.
38. الحق الواضح المقرر في حكم الوصية بالنصيب المقدر.
39. ختم المنهاج.
40. الخل.
41. در الغمامة في در الطيلسان والعذبة والعمامة.
42. دوريات الوصية.
43. ذيل على كتابه دوريات الوصية.
44. الذيل على تحرير المقال في آداب وأحكام وفوائد يحتاج إليها مؤدبو الأطفال.
45. رفع الشبه والريب عن حكم الإقرار بأخوّة الزوجة المعروفة النسب.
46. سوابغ المَدد في العمل بمفهوم قول الواقف من مات وله ولد.
47. شرح ديباجة المنهاج.
48. شرح رسالة في آداب قراءة القرآن.
49. شرح مختصر أبي الحسن البكري في الفقه.
50. شرح مختصر الروض المسمى بـ«بشرى الكريم».
51. شرح مختصر الروض.
52. شرح فرائض الحليمي.
53. شروط الوضوء.
54. شن الغارة على من أبدى معرة تقوّله في الحِنّا وعواره.
55. العتق في الوقف.
56. العمل بالمفهوم في الوقف.
57. الفتاوى الصغرى.
58. الفتاوى الكبرى الفقهية.
59. فتح الجواد بشرح الإرشاد - الشرح الصغير على الإرشاد.
60. الفقه الجلي في الرد على الخلي.
61. قرة العين ببيان أن التبرع لا يبطله الدَّين.
62. القول الجلي في خفض المعتلي.
63. كشف الغين عمن ضل عن محاسن قرة العين.
64. كشف الغين عن أحكام الطاعون وأنه لا يدخل البلدَين.
65. كف بلعفيف عن الخطأ والخَطَل والتحريف.
66. كف الرعاع عن محرمات اللهو والسماع.
67. مؤلف في المخاصمة في أمر الدنيا.
68. مختصر الإرشاد.
69. مختصر الإيضاح.
70. مختصر الروض - النعيم.
71. مختصر الروض.
72. مسائل في الفقه.
73. مسائل في الفقه منقولة عن ابن حجر.
74. المستعذب في حكم بيع الماء، وساعة من قراره وتحقيق الحكم بالموجب.
75. مناسك الحج.
76. المناهل العذبة في إصلاح ما وَهى من الكعبة.
77. المنهج القويم بشرح مسائل التعليم.
78. نزهة العيون في حكم بيع العيون.
79. الوصية.

## في الحديث
1. مؤلفان في «مشيخته وخرقة تصوفه وأسانيده».
2. الأذكار.
3. الأربعون العدلية - الأربعون حديثاً في العدل - الفضائل الكاملة لذوي الولايات العادلة.
4. الأربعون في الجهاد.
5. ارتياح الأرواح الزكية لصحيح الشواهد النبوية.
6. إسعاف الأبرار شرح مشكاة الأنوار.
7. الإفصاح عن أحاديث النكاح.
8. إلصاق عوار الهَوَس بمن لم يَفهم الاضطراب في حديث البسملة عن أنس.
9. جزء في العمامة النبوية.
10. ختم البخاري.
11. زوائد سنن ابن ماجه.
12. شرح أحاديث نبوية.
13. فتح الإله بشرح المشكاة.
14. الفتح المبين في شرح الأربعين.

## في أصول الفقه
1. التعرف في الأصلين والتصوف.

## في العقيدة والكلام
1. الأقوال المنقولة عن الأئمة في أبويه صلّى الله عليه وسلّم وغيرهما من آبائه.
2. الدرر الزاهرة في كشف بيان الآخرة.
3. ذيل الصواعق المحرقة.
4. رسالة في القدَر.
5. رسالة في النبوة.
6. شرح عقيدة ابن عراق.
7. شرح منظومته في أصول الدين.
8. الصواعق المحرقة على أهل البدع والضلال والزندقة.
9. فوائد تتعلق بالروح في البرزخ وسؤال الملكين وما اسمهما.
10. القول المختصر في علامات المهدي المنتظر.
11. كلام عن التطوع وصفات الله تعالى.
12. منظومة في أصول الدين.
13. النفحات المكية.

## في التصوف والتزكية
1. أسنى المطالب في صلة الأقارب.
2. تحرير المواعظ والنصائح لأرباب الولايات والمصالح.
3. تكفير الكبائر.
4. جمر الغضا لمن تولى القضا.
5. الدر المنضود في الصلاة والسلام على صاحب المقام المحمود.
6. الدر المنظوم في تسلية الهموم.
7. الزواجر عن اقتراف الكبائر.
8. سعادة الدارين في صلح الأخوين.
9. شرح حزب شيخه أبي الحسن البكري.
10. شرح العوارف.
11. شرح عين العلم وزين الحلم.
12. كنز الناظر في مختصر الزواجر.
13. مؤلفان في الاستغفار من السِّوى.
14. مطهّر العيبة عن دنس الغيبة.
15. مسألة فيما تحصل من كلام الناس في محيي الدين بن عربي.
16. منبهات الاستعداد ليوم المعاد - أوراد ابن حجر.
17. النخب الجليلة في الخطب الجزيلة.
18. نصيحة الملوك.

## في السيرة والتاريخ
1. الإسراء.
2. أشرف الوسائل إلى فهم الشمائل.
3. تحفة الأخبار في مولد المختار صلّى الله عليه وسلّم - مولد ابن حجر.
4. تطهير اللسان والجنان عن الخطور والتفوه بثلب معاوية بن أبي سفيان.
5. تعريف إخوان الصفا نبذٍ من أخبار الخلفا - مختصر تاريخ الخلفاء.
6. الخيرات الحسان في مناقب الإمام الأعظم أبي حنيفة النعمان.
7. شرح بردة المديح.
8. كنه المراد في شرح بانت سعاد.
9. قلائد العقيان في ترجمة الإمام الأعظم أبي حنيفة النعمان.
10. مؤلف في بيان حقية خلافة الصديق وإمارة ابن الخطاب رضي الله عنهما.
11. مبلغ الأرب في فضائل العرب.
12. معدن اليواقيت الملتمعة في مناقب الأئمة الأربعة.
13. منتهى الإعلام بوفيات الصحابة وملوك الإسلام - تاريخ ابن حجر.
14. المنح المكية بشرح الهمزية - أفضل القِرى لقراء أم القرى.
15. النعمة الكبرى على العالم بمولد سيد ولد آدم - إتمام النعمة الكبرى على العالم.
16. الوفا في بيان حقوق المصطفى.

## في النحو
1. شرح ألفية ابن مالك.
2. نظم الآجرومية.

## في الهيئة والفلك
1. مختصر الهيئة السنية في الهيبة السنية.

## في موضوعات متنوعة
1. ظُرَف الفوائد وطُرَف الفرائد.
2. الفتاوى الحديثية.
3. رياض الأزهار في جلاء الأبصار.
4. بحث في القهوة.
5. تعريف الصحابي.
6. رسالة في الإنشاد والدق والطرب.
7. رسالة في ترجمة الإمام البخاري.
8. رسالة في فضل تلاوة القرآن.